# Xixiu
Xixiu är ett stadsdistrikt och säte för stadsfullmäktige i Anshuns stad på prefekturnivå i provinsen Guizhou i sydvästra Kina. Det ligger omkring 59 kilometer sydost om provinshuvudstaden Guiyang.
Området har undergått namnbyten och administrativa förändringar. Det bildades med nuvarande utsträckning år 1990 genom att Anshuns härad (Anshun xian) inlemmades i Anshuns stad på häradsnivå (Anshun shi). År 2000 omvandlades Anshuns prefektur (Anshun diqu) till stad på prefekturnivå (Anshun shi). Den geografiskt mindre omfattande staden på häradsnivå bytte då namn och blev Xixius stadsdistrikt (Xixiu qu), som är det nuvarande namnet.

## Administrativ indelning
Xixiu är indelat i sju stadsdelsdistrikt, tio köpingar, två socknar och fem etniska minoritetssocknar.
Stadsdelsdistrikt (jiedao):

- Beijie (北街街道)
- Dongguan (东关街道)
- Dongjie (东街街道)
- Huaxi (华西街道)
- Nanjie (南街街道)
- Xihang (西航街道)
- Xijie (西街街道)

Köpingar (zhen):

- Caiguan (蔡官镇)
- Daxiqiao (大西桥镇)
- Jiaozishan (轿子山镇)
- Jiuzhou (旧州镇)
- Longgong (龙宫镇)
- Ninggu (宁谷镇)
- Qiyanqiao (七眼桥镇)
- Shuangbao (双堡镇)
- Songqi (宋旗镇)
- Yaopu (幺铺镇)

Socknar (xiang):

- Dongtun (东屯乡)
- Liuguan (刘官乡)

Etniska minoritetssocknar  (zu xiang):
- För bouyei- och miao-folken:
  - Huangla (Huánglà Bùyīzú Miáozú Xiāng, 黄腊布依族苗族乡)
  - Jichang (Jīchăng Bùyīzú Miáozú Xiāng, 鸡场布依族苗族乡)
  - Xinchang (Xīnchăng Bùyīzú Miáozú Xiāng, 新场布依族苗族乡)
  - Yangwu (Yángwŭ Bùyīzú Miáozú Xiāng, 杨武布依族苗族乡)
- För miao- och bouyei-folken
  - Yanla (Yánlà Miáozú Bùyīzú Xiāng, 岩腊苗族布依族乡)